# Aprion virescens
Aprion virescens is een straalvinnige vis uit de familie van snappers (Lutjanidae), orde van baarsachtigen (Perciformes). De vis kan een lengte bereiken van 112 centimeter. De soort is de enige soort in het geslacht Aprion.

## Leefomgeving
Aprion virescens is een zoutwatervis. De soort komt voor in tropische wateren in de Grote en Indische Oceaan, op een diepte tot 180 meter.

## Relatie tot de mens
Aprion virescens is voor de visserij van groot commercieel belang. In de hengelsport wordt er weinig op de vis gejaagd. Wél wordt de soort gevangen voor commerciële aquaria.
Voor de mens is Aprion virescens potentieel gevaarlijk, omdat er meldingen van ciguatera-vergiftiging zijn geweest.